# マーティ・ペイチ
マーティ・ペイチ（Marty Paich、1925年1月23日 - 1995年8月12日）は、アメリカ人のピアニスト、作曲家、編曲家、プロデューサー、音楽監督、指揮者。
半世紀におよぶキャリアにおいて、フランク・シナトラ、バーブラ・ストライサンド、サラ・ヴォーン、スタン・ケントン、エラ・フィッツジェラルド、メル・トーメ、レイ・チャールズ、ジョニー・リヴァース、アレサ・フランクリン、リンダ・ロンシュタット、アル・ハート、ジャック・ジョーンズ、ニール・ダイアモンド、スタン・ゲッツ、サミー・デイヴィス・ジュニア、マイケル・ジャクソン、アート・ペッパー、エセル・アザマ、マヘリア・ジャクソン、TOTO（息子デヴィッド・ペイチがメンバー）などに関わった。

## 初期
アコーディオンから始め、ピアノに移った。10歳でバンドを組む。12歳には近所の結婚式などで演奏していた。チャップマン大学など4大学で音楽を専攻し、1951年に作曲の修士号を取得。
マリオ・カステルヌオーヴォ＝テデスコ、シェーンベルクに師事した。ピート・ルゴロとともにGary Nottingham Orchestraで編曲。第二次世界大戦で空軍に入る。空軍のさまざまなバンド、楽団に所属した。

## プロとして
正規の教育を終え、ディズニー映画『わんわん物語』のスコアを担当。ペギー・リーの伴奏、ショーティ・ロジャースのバンドでピアノ演奏、ドロシー・ダンドリッジとツアーし、ロサンゼルスのローカル・バンドの編曲を担当。

### 1950年代
西海岸ジャズに参入。レイ・ブラウン、エラ・フィッツジェラルド、テリー・ギブス、スタン・ケントン、シェリー・マン、ピート・ジョリー、アニタ・オデイ、デイヴ・ペル、アート・ペッパー、バディ・リッチ、ショーティ・ロジャース、トニ・ハーパーやメル・トーメなどと共演、編曲。

### 1960年代以降
商業音楽にも参入。アンディ・ウィリアムス、アル・ハート、ダイナ・ショア、ジャック・ジョーンズ、TOTOと作業。

## その死
1995年、大腸癌で死去。70歳没。

## ディスコグラフィ

### リーダー・アルバム
- 『ホット・ピアノ』 - Hot Piano (1956年、Tampa) ※『ジャズ・フォー・リラクゼーション』として再発あり
- 『マーティ・ペイチ・カルテット〜フィーチャリング・アート・ペッパー』 - Marty Paich Quartet (1956年、Tampa)
- 『マーティ・ペイチ・トリオ』 - Marty Paich Trio (1957年、Mode)
- 『ザ・ピカソ・オブ・ビッグ・バンド・ジャズ』 - The Picasso of Big-Band Jazz (1958年、Cadence)
- 『ブロードウェイ・ビット』 - The Broadway Bit (1959年、Warner Bros.)
- 『アイ・ゲット・ア・ブート・アウト・オブ・ユー』 - I Get a Boot Out of You (1959年、Warner Bros.)
- Present Robert Merrill's Music from the Broadway Production Take Me Along (1960年、RCA Victor)
- Lush, Latin & Cool (1961年、RCA Victor)
- 『ロック・ジャズ・インシデント』 - The Rock Jazz Incident (1966年、Reprise)
- What's New (1982年、Discovery)
- Paich-Ence (2006年、Fresh Sound)

## 参考
- List of jazz arrangers

## 参照
1. ↑  “Martin L. Paich, 70, Conductor-Arranger”. The New York Times. (1995年8月18日)